# Pungert (Škofja Loka, Slovenija)
Pungert je naselje u slovenskoj Općini Škofji Loki. Pungert se nalazi u pokrajini Gorenjskoj i statističkoj regiji Gorenjskoj. 

## Stanovništvo
Prema popisu stanovništva iz 2002. godine naselje je imalo 125 stanovnika.